# 斜角巷
斜角巷，大陸譯名為對角巷，是J·K·羅琳的《哈利波特》系列小說中一條位於英國倫敦的虛構大街。斜角巷是魔法世界的經濟樞紐，麻瓜可以陪伴他們的巫師孩子進入。

## 概述
斜角巷的入口可以從破釜酒吧（巫師酒吧）進入。麻瓜看不見的這間酒吧在一間書店和一間唱片行之間。進去斜角巷的方法是從破釜酒吧的庭院磚牆，往上數三塊再往旁邊數兩塊磚塊，敲三下便可進入。在電影裡，牆上被敲擊的五個磚塊周圍的洞會打開成進入斜角巷的門口。鑑於這裡是繁忙地區，到達斜角巷通常可能有更神奇的做法，像是幻影移形、显形或飞路网，兩者都是巫師的交通方式。這裡有妖精經營的古靈閣銀行、冰淇淋店、寵物商店、書店、奧利凡德魔杖店、魔法服飾店、掃帚店、藥房等等。

### 斜角巷內的商店

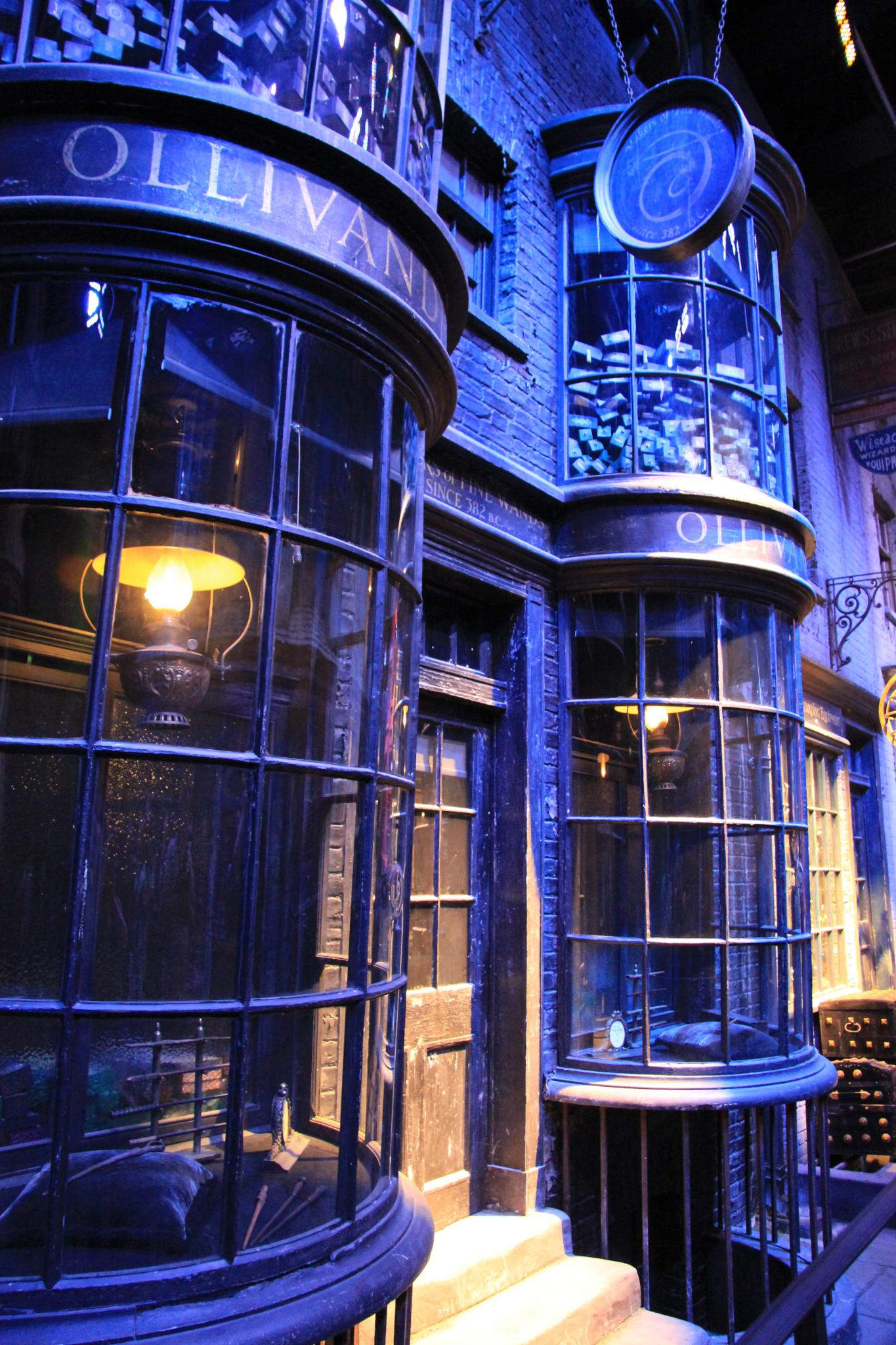
奧利凡德魔杖店，攝於華納兄弟片廠。

- 蛞蝓與寄生蟲藥房（Slug and Jiggers Apothecary）
- 波提的大釜店（Potage's Cauldron Shop）
- 预言家日报社（The Daily Prophet Office）
- （Eeylops Owl Emporium）
- （Florean Fortescue's Ice-Cream Parlour）
- （Flourish & Blotts）
- 古灵阁巫師銀行（Gringotts Wizarding Bank）
- 破釜酒吧（The Leaky Cauldron）
- （Madam Malkin's Robes for All Occasions）
- （Magical Menagerie）
- 奧利凡德魔杖店（Ollivanders）
- （Quality Quidditch Supplies）
- （Weasleys' Wizard Wheezes）
- 嬉戲與戲謔巫術惡作劇商店（Gambol and Japes Wizarding Joke Shop）
- 何紳與華邊（Twilfitt and Tatting's）

## 仿建
2014年7月，美國佛羅里達環球影城「哈利波特魔法世界」場區新建的「斜角巷」開幕。
在英國華納兄弟工作室的哈利波特電影布景裡亦有斜角巷的景點。

## 外部連結
- Wizarding World of Harry Potter Diagon Alley, Universal Orlando